# سیفورد، ویکتوریا
سیفورد (به انگلیسی: Seaford) یک منطقهٔ مسکونی در استرالیا است که در ویکتوریا (استرالیا) واقع شده‌است.